# Pontostratiotes peruanus
Pontostratiotes peruanus is een eenoogkreeftjessoort uit de familie van de Aegisthidae. De wetenschappelijke naam van de soort is voor het eerst geldig gepubliceerd in 1979 door Becker & Schriever.